# 12,7×108 мм

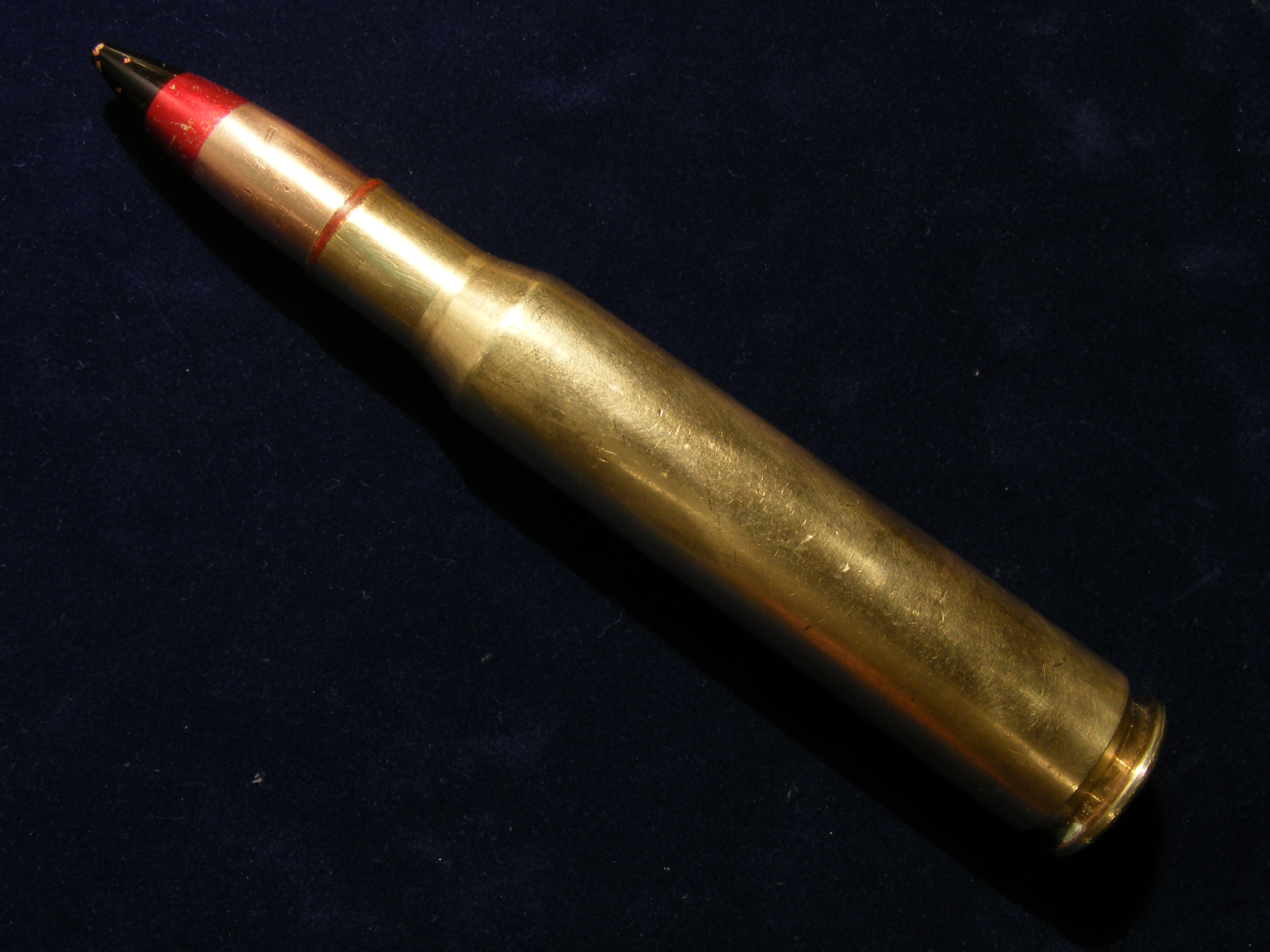
12,7-мм патрон з бронебійно-запалювальною кулею

Великокаліберний набій 12,7×108 мм з бронебійної кулею Б-30 був створений в СРСР у 1930 році як боєприпас для великокаліберного кулемета. Незабаром була створена бронебійно-запалювальна куля Б-32 і бронебійно-запалювально-трасувальна куля БЗТ.
Вперше використано у великокаліберному кулеметі ДК (Дегтярьов великокаліберний).

## Варіанти куль
До 1938 року набій був модернізований, для нього були створені нові кулі:
- Бронебійно-запалювальна куля Б32 зі сталевою серцевиною — основна. При стрільбі з кулемета ДШКМ по сталевий броні середньої твердості RHA (стандарту НАТО) бронепробивність кулі Б32 становить 20 мм/500 м/0 град. від нормалі.
- Бронебійно-запалювальна трасувальна куля БЗТ-44
- МДЗ — куля запалювальна миттєвої дії

Обидва останніх варіанти куль, зазвичай, складають лише частину боєкомплекту великокаліберних кулеметів.

## Застосування
Набій використаний в таких типах зброї (перелік не повний):
- 80.002 (СРСР)
- ДК (СРСР)
- ДШК, ДШКМ (СРСР)
- ПТР Шолохова
- УБ (СРСР)
- НСВ (СРСР)
- НСВТ (СРСР)
- Корабельна турельно-баштова кулеметна установка «Утес-М» (СРСР)
- Тип 54 (Китай)
- Тип 77 (Китай)
- Тип 85 (Китай)
- AMR-2 (Китай)
- Кулемет W85 (Китай)
- Снайперська гвинтівка ОСВ-96 (В-94) (РФ)
- ОЦ-44
- Снайперська гвинтівка КСВК (РФ)
- 6П50 «Корд» 12.7 мм (РФ)
- Gepard
- ЯкБ-12,7
- СГМ-12,7 (Україна)